# Jussieu metróállomás
A Jussieu egy metróállomás Franciaországban, Párizsban a párizsi metró 7-es és 10-es metróvonalán. Tulajdonosa és üzemeltetője a RATP.

## Metróvonalak
Az állomást az alábbi metróvonalak érintik:
- 7-es metróvonal
- 10-es metróvonal

## Kapcsolódó állomások
A metróállomáshoz az alábbi állomások vannak a legközelebb:
- Place Monge (Villejuif – Louis Aragon, Mairie d’Ivry, 7-es metróvonal)
- Sully – Morland (La Courneuve – 8 Mai 1945, 7-es metróvonal)
- Cardinal Lemoine (Boulogne – Pont de Saint-Cloud, 10-es metróvonal)
- Gare d’Austerlitz (Gare d’Austerlitz, 10-es metróvonal)